# Доријин кенгур пењач
Доријин кенгур пењач (лат. Dendrolagus dorianus) је врста сисара из породице кенгура и валабија (Macropodidae).

## Распрострањење
Ареал врсте је ограничен на једну државу. Папуа Нова Гвинеја је једино познато природно станиште врсте.

## Станиште
Станишта врсте су шуме и планине. Врста је по висини распрострањена од 600 до 3.650 метара надморске висине. Врста је присутна на подручју острва Нова Гвинеја.

## Угроженост
Ова врста се сматра рањивом у погледу угрожености врсте од изумирања.